# Nos tantes en folie
Pour plus de détails, voir Fiche technique et Distribution.
Nos tantes en folie (Unsere tollen Tanten) est un film autrichien réalisé par Rolf Olsen sorti en 1961.

## Synopsis
Max Rettich, Gus, Bill, Pitt van Rees, Giorgio et Eddi forment le groupe "Sonny Boys" et n'ont pas encore de concert en vue. En faisant du stop, ils sont poursuivis par la police. Un groupe de jeunes femmes les cache puis les musiciens les suivent en bateau en direction de Velden, où habite un oncle de Max. À bord, les garçons font la connaissance de Susi Güden, Evi, Sieglinde, Francis, Inez et Petzi. Leurs parents les ont inscrit dans un internat pendant les vacances. Les musiciens promettent de les revoir.
L'oncle de Max, Herrmann Schmatzer, autrefois connu dans la boxe comme le "Lion de la Rhénanie", tient un hôtel consacré au sport. Les garçons peuvent y loger à condition de participer aux activités. Mais lorsque l'hôtel devient complet, ils travaillent dans la cuisine avec la chef Edeltraut. Max a pris contact avec Susi, Evi et d'autres filles. Il apprend que la directrice de l'internat, Martha von Hahn, est d'une discipline de fer et interdit de voir des garçons. Pour pouvoir les rencontrer, les filles leur conseillent de se faire passer pour leurs tantes. Seul Pitt, qui attend Susi, est contre la mascarade et reste à l'hôtel. Les filles préparent la venue et dérobent ses lunettes à la directrice pour qu'elle ne voie pas le subterfuge. Max, Gus, Bill, Giorgio et Eddi portent des vêtements féminins et une perruque et tiennent une voix aïgue. Mais une tempête les oblige de rester à l'internat. Quand les garçons veulent se faufiler en secret la nuit dans les chambres des femmes sans déguisement, ils sont surpris par la professeur de sport Inge Eckmann et s'enfuient précipitamment vers l'hôtel. Mais ils ne veulent pas rester à l'hôtel, ils ont envie de faire de la musique. Ils s'installent dans l'auberge de Liesl Busch. Ils nettoient les lieux et la vaisselle et ont droit le soir de jouer. Pitt écrit Susi, où ils vivent maintenant, Susi sort de l'internat pour rejoindre Pitt. Elle en informe aussi son père. Les musiciens sont embauchés pour animer le bal des pompiers. À l'arrivée à la caserne de pompiers, un incendie est signalé. Le chapiteau du cirque de Bruno Hatschek a pris feu. L'incendie grandit à cause de l'incompétence des garçons. Ils se promettent alors de récolter des fonds pour Hatschek.
Ils jouent à la parade de fleurs à Velden et invitent les gens à une grande soirée. On y voit Martha Hahn et les filles. Gus présente une chanson, Bill suit et à la fin le groupe se présente dans leurs habits de tantes. Martha von Hahn est choquée tandis que Herrmann Schmatzer est amusé. Pitt rencontre le père de Susi qui est reconnaissant envers Pitt de l'avoir informé. Mais Susi le voit comme une trahison. Elle est malheureuse, car elle est amoureuse de Pitt et ils songent au mariage. Le père de Susie trouve Pitt sympathique, mais il veut du mariage pour l'année prochaine. Susi et Pitt sont d'accord, le père s'amuse avec leurs amis. À la fin du concert, les garçons et les filles se disent au revoir et promettent de se revoir. Max remet à Hatschek l'argent qui va lui permettre d'acheter un nouveau chapiteau.

## Fiche technique
- Titre français : Nos tantes en folie ou Pas folle, ma tante[1]
- Titre original : Unsere tollen Tanten
- Réalisation : Rolf Olsen assisté d'Elly Rauch
- Scénario : Rolf Olsen, Gunther Philipp
- Musique : Erwin Halletz
- Direction artistique : Felix Smetana
- Photographie : Walter Tuch (de)
- Son : Erwin Jennewein, Karl Mösbauer
- Montage : Karl Aulitzky
- Production : Rudolf Travnicek
- Sociétés de production : Wiener Stadthalle-Station Betriebs-und Produktionsgesellschaft
- Société de distribution : Deutsche Filmvertriebs-Gemeinschaft (DFG)
- Pays d'origine :  Autriche
- Langue : allemand
- Format : Couleurs - 1,85:1 - Mono - 35 mm
- Genre : Comédie
- Durée : 100 minutes
- Dates de sortie :
  - Allemagne : 23 novembre 1961.
  - Danemark : 5 novembre 1962.
  - France : 23 septembre 1966[1].

## Distribution
- Gunther Philipp: Max Rettich
- Gus Backus: Gus
- Bill Ramsey: Bill
- Udo Jürgens: Pitt van Rees
- Vivi Bach: Susi Güden
- Franz Muxeneder: Ludwig
- Walter Müller: Dr. Emil Rautenstrauch
- Kurt Großkurth: Herrmann Schmatzer
- George Dimu: Giorgio
- Henning Heers: Eddi
- Ernst Hinterseer: Andreas Kargel
- Harry Hardt: Le directeur général
- Ernst Waldbrunn: M. Güden
- Rolf Olsen: Bruno Hatschek
- Trude Herr: Edeltraut
- Hannelore Bollmann: Inge Eckmann
- Lotte Lang (de): Martha von Hahn
- Ilse Peternell: Liesl Busch
- Evi Kent: Evi
- Sieglinde Thomas: Sieglinde
- Frances Martin: Francis
- Ines Taddio: Inez
- Lizzi Kellner: Petzi
- Mario del Marius: Antonio

## Source de la traduction
- (de) Cet article est partiellement ou en totalité issu de l’article de Wikipédia en allemand intitulé « Unsere tollen Tanten » (voir la liste des auteurs).